# Закон суперечності
Зако́н супере́чності (лат. lex contradictionis) або при́нцип супере́чності (лат. principium contradictionis) — один із чотирьох основних законів формальної (традиційної) логіки, який можна висловити так:
"Не можуть бути істинними два несумісних висловлювання про один і той самий предмет, що беруться в один і той самий час та в одному і тому ж відношенні ".
У математичній логіці закон суперечності також є одним з основних та має такий вигляд:
{\displaystyle \neg (A\land \neg A)}
тобто, водночас не можуть бути істинними висловлювання A та протилежне A.
Аналізуючи сутність закону суперечності, слід підкреслити, що у природі, суспільстві і мисленні існують суперечності. Суперечність — філософська категорія, яка виражає внутрішнє джерело будь-якого розвитку, руху, змін, перехід до нової якості. Закон суперечності був сформульований Аристотелем.
Закон суперечності не вирішує, яке з двох суджень є хибним. Це встановлює конкретна наука і практика. Він говорить лише те, що з двох суджень, з яких одне заперечує те, що стверджує в другому, одне неодмінно хибне. Закон суперечності також не вирішує, чи є друге твердження істинним чи хибним.
Згідно з відомими висновками за логічним квадратом цей закон можна сформулювати і так: два протилежні судження, як і два суперечні, не можуть бути одночасно істинними.
Істинність одного з протилежних суджень зобов’язує нас визнати друге судження хибним. Але встановлення одного з протилежних суджень не в усіх випадках призводить до визнання істинним другого. Це пояснюється різним характером суперечних суджень.

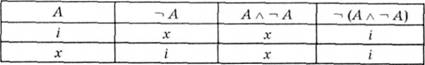
Таблиця істинності для формального визначення істиннісного значення закону несуперечності

Закон суперечності поширюється на всі протилежні судження.
Об’єктивною основою закону суперечності є те, що той самий предмет не може одночасно мати і не мати одну й ту саму властивість.
Як і будь-який формально-логічний закон, закон суперечності застосовується тільки до таких суджень, у яких ідеться про один і той самий предмет, в один і той самий час і в тому самому відношенні. Цей закон не застосовується до несуперечних суджень, в яких ідеться про різні предмети або різні ознаки одного предмета. Закон суперечності не діє, якщо в судженні ідеться про один предмет, але у різний час. Також закон не застосовується у випадках, коли в судженнях предмет думки береться у різних відношеннях.
Закон суперечності, як і закон тотожності, відображає якісну визначеність предметів: якщо предмет має певну ознаку, то не може у той самий час не мати її.
Дотримання вимог закону суперечності є необхідною умовою пізнання суперечностей, існуючих у дійсності, оскільки тільки несуперечливе мислення може правильно відобразити об’єктивні суперечності. Формально-логічних суперечностей не повинно бути у жодному міркуванні, у жодній науковій системі. Вони є неприпустимими також у висновках суду та слідства.
Суперечливі судження руйнують міркування. Виявлення суперечностей у наявних теоріях - необхідна умова їх удосконалення.